# نادية حسن
نادية حسن واحدة من أوائل صناعات العرائس التقليدية، الماريونيت، في مصر، وقد غزت بها متاحف العرائس في كل دول العالم. تخرجت في كلية الفنون الجميلة قسم ديكور عام 1961 وتتلمذت على يد كبار فناني مصر مثل العمالقة حسين بيكار وصلاح طاهر وصلاح عبد الكريم. صنعت نادية أول متحف عرائس كمشروع تخرج من الجامعة عام 1961، والذي كان بضم عرائس شعبية صنعتها بنفسها تمثل كل بلاد العالم وليس مصر فقط.

## بدايتها
انشغلت نادية منذ طفولتها بالدراسة، وشغفت بعمل وابتكار العرائس ذات الشخصيات المصرية، وهي في السنة الرابعة الابتدائية، عندما زارت مع زملائها بالمدرسة متحف العرائس الملحق بمتحف رأس التين بالإسكندرية. ومنذ زيارتها للمتحف وهي تصنع عرائس من الورق، ومرة أخرى من القماش حتى امتلآت حجرتها بأشكال كثيرة للعرائس. وقامت بعمل أول عروسة مارينيت متحركة، وقدمتها لمدرسة الرسم، التي شجعتها على تقديم أفكار جديدة.

## دراستها
تخرجت نادية من كلية الفنون الجميلة عام 1961، وكان مشروع تخرجها عن العرائس، والذي حصلت فيه على المركز الثاني بمرتبة الشرف، وعينت بهيئة الصادرات المصرية لمدة ثلاث سنوات، واستقالت ثم عينت بمسرح العرائس في مكانه الجديد بحديقة الأزبكية.
درست بعد الجامعة صناعة العرائس على يد خبراء من روسيا متخصصين في صناعة عرائس المسرح كانوا بيعملوا دورات تدريبية للفنانين المصريين في مسرح العرائس. بعدها بدأت مشوارها في مسرح العرائس المصري لتشارك كمصممة عرائس وديكور في أكثر من مسرحية.

## عملها
قامت نادية بتصميم وعمل عرائس مسرحيتين؛ الأولى قاهر الأباليس، أشعار صلاح جاهين، وألحان سيد مكاوي، ومن إخراج خبير روسي؛ بينما كانت المسرحية الثانية حكاية سقا أشعار صلاح جاهين، وأشعار سيد مكاوي، ومن إخراج صلاح السقا والد أحمد السقا.
اكتشفها إعلاميًا الفنان حسين بيكار وكتب عنها أول مقال في مجلة آخر ساعة واستقالت من عملها بمسرح العرائس لترافق زوجها في عمله بالدول العربية وعادت عام 1987.
كانت هي التي تحيك اللبس يدويًا لكل عروسة حسب محافظتها، مع بعض الإكسسوارات مثل الشيشة أو الكرسي. وصنعت عرائس من النوبة والفلاح والفلاحة من المحافظات الزراعية والسيناوية والصعيد ومن محافظات البحر عملت بنت البلد والصياد وغيرها الكثير من العرائس الشعبية التي تمثل مناسبات مختلفة.

## تطور عملها
تعرفت إلى صديقة لها، والتي كانت تملك معرضًا للحرف اليدوية المصرية بمصر الجديدة، وطلبت منها أن تقوم بعمل عرائس تقليدية للزينة بوجوه مصرية، فطورت أسلوبها في العرائس باستخدام الإبرة والسلك والقماش والجلد والقش والخشب. وبذلك كانت هذه الخطوة بمثابة عودتها من جديد لعمل العرائس، وفوجئت بأن المائة عروسة التي أنجزتها، بيعت خلال يوم واحد من الجاليري، وأن أغلب الزبائن الذين أقبلوا على شرائها من لندن وأمريكا وفرنسا وهولندا واليابان.